# Dan Mitrione
Daniel Anthony Mitrione (Itàlia, 4 d'agost de 1920 - Montevideo, 10 d'agost de 1970) va ser un agent estatunidenc que va operar a l'Amèrica Llatina durant els anys 1960.

## Trajectòria
De 1960 a 1967, Mitrione va treballar amb la Policia Brasilera, primer a Belo Horizonte i després a Rio de Janeiro. Documents mostren que Mitrione ensenyava com usar xocs elèctrics sense deixar marques. A les seves aules d'entrenament en tortura de la policia de Belo Horizonte, Mitrione donava "demostracions pràctiques" de tortura fent servir presidiaris, captaires i indigents. Mitrione insistia a utilitzar els manuals de la CIA, els Manuals KUBARK, insistint en que ells reflectaven el fet que la tortura eficaç és una ciència (en paraules de Mitrione en anglès: "effective torture was science"). El 1969 Mitrione va anar a l'Uruguai on va continuar les seves activitats d'entrenament de tortura, mentre era l'encarregat de negocis de l'ambaixada dels Estats Units a Montevideo.

### El mestre de la tortura
Mitrione va difondre les tècniques de tortura de la CIA al Brasil i a l'Uruguai i va formar centenars de "deixebles".
El diari Clarín es va referir a ell com a "El Mestre de La Tortura".

### Vida personal
Mitrione estava casat i tenia nou fills. Al seu funeral van assistir Dwight D. Eisenhower i el Secretari d'Estat de Richard Nixon, William Rogers. Frank Sinatra i Jerry Lewis van fer un concert benèfic per a la família de Mitrione a Richmond, Indiana.

## Mort

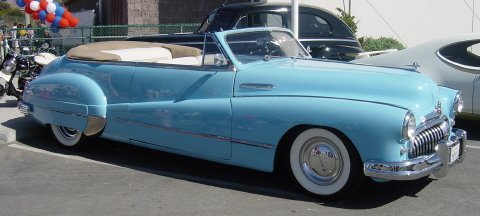
Model de cotxe on va ser trobat el cos sense vida de Mitrione.

El 1970, Mitrione va ser capturat per revolucionaris "tupamaros" a l'Uruguai (31 de juliol de 1970), que volien interrogar-lo sobre els sistemes nord-americans de suport a les dictadures d'Amèrica Llatina. Els revolucionaris també pretenien usar a Mitrione com a 'moneda d'intercanvi' per a l'alliberament de 150 presidiaris polítics pel règim autoritari uruguaià.
Durant el segrest planejat pels revolucionaris, Mitrione va ser ferit d'un tret a l'espatlla, però els rebels el van mantenir en captiveri i el van guarir, mentre començaven les negociacions amb el govern uruguaià i membres del govern estatunidenc.
Tot i així, alguns líders tupamaros van ser descoberts i capturats (entre ells Raúl Sendic), sota la suposició que, per aquest motiu (falta de comunicació o vengança), els revolucionaris que vigilaven a Mitrione havien decidit la seva mort, fet que tindria lloc el 10 d'agost de 1970. Mitrione va ser trobat en un cotxe amb dos trets al cap.

## Repercussió
L'assassinat de Mitrione va tenir una àmplia difusió a la premsa nord-americana. També va incidir en les relacions diplomàtiques que l'Uruguai té amb els Estats Units. Recentment, una sèrie de documents desclassificats per Wikileaks i publicats pel periòdic espanyol El País assenyalen que l'ambaixada nord-americana a Montevideo segueix pendent del cas i que aquest va influir en un préstec per a instal·lacions mèdiques que el govern dels Estats Units va cancel·lar finalment a l'Uruguai després de tenir coneixement que un dels metges involucrats era Henry Engler Golovchenko, tupamaro radicat a Suècia i a qui el govern nord-americà vincula amb l'homicidi de Mitrione, al costat del mallorquí Antoni Mas Mas.
D'altra banda, un altre document desclassificat fa referència a una petició de l'ex-president de l'Uruguai Tabaré Vázquez al llavors president dels Estats Units, George W. Bush, que el govern nord-americà col·laborés amb la desclassificació dels documents que podrien aclarir la mort, el 1978, de Cecilia Fontana de Heber, esposa d'un important polític del Partit Nacional de l'Uruguai que va ser assassinada després de beure una ampolla de vi enverinat.